# De Cock en de zorgvuldige moordenaar
De Cock en de zorgvuldige moordenaar is het negende boek uit de De Cock-serie van de Nederlandse auteur Appie Baantjer.

## Verhaal
Vlak na middernacht wordt de 26-jarige Juliette van der Wheere dood op haar rug gevonden in de Amsterdamse Leidekkerssteeg gewikkeld in een lange chinchilla bontmantel. Dr. Den Koninghe constateert dat de vrouw 3 tot 6 uur dood is. Juliette blijkt een dochter van een vermogend industrieel Henri van der Wheere, die zelf een half jaar eerder onder min of meer verdachte omstandigheden is overleden. De familie bezit het bedrijf C.I.H. en is een van de rijkste families van het land. Ben Kreuger van de Technische Recherche meldt verontwaardigd dat er dit keer niets te ontdekken valt. Rechercheur De Cock oppert dat er een zorgvuldige moordenaar in het spel is. Het handtasje bevat nog wel allerlei sieraden, geld en andere zaken zoals een lege enveloppe van “Jonathan”. De Cock voert meteen al aan dat de vrouw elders kan zijn vermoord.
Dit keer gaan de rechercheurs met de huissleutels uit het damestasje op onderzoek uit aan het huisadres Spiegelgracht 237. Ze zijn er getuige van dat de ex-man van Juliette, André Beerenburgh met een huissleutel het pand binnentreedt. Hij lijkt niet echt verrast door de moord. Dick Vledder heeft nieuws over de dood van Henri, de vader. Volgens de familiearts was het een hartverlamming. Maar een paar dagen na de begrafenis stapte Johan Peter Opperman een bemanningslid van het familiejacht: “De Julia” naar een krant en stelde dat zijn werkgever tijdens het diner was vergiftigd. Vlak daarna verdween hij in een zware storm overboord en wordt sindsdien vermist.
Bij Smalle Lowietje krijgt De Cock de naam van een getuige: “Brammetje”. Die geeft na een slim verhoor het signalement van een 35-jarige man, die met het lijk in de weer was. De sectie duidt op verwurging, maar De Cock en Vledder zien de striemen in de hals als teken van roof van een halsketting. Intussen heeft De Cock achterhaald dat Juliette en André samen in het Amstel Hotel hebben gegeten op de avond van de moord. Onder druk gezet bekent haar ex-man dat zij die avond later ook nog een afspraak had met haar broer Jonathan.
De Cock wordt ontboden bij chef Buitendam. In de kamer zijn aanwezig de moeder van Juliette en haar jongste broer Jerome. Niemand weet waar Jonathan, de oudste broer uithangt. De weduwe vraagt De Cock & Vledder voor een nader gesprek bij haar thuis die avond in haar villa om 20.00 uur aan de Zuidelijke Wandelweg. Naar aanleiding van een signalement van een vaste stapper van Juliette, komt een protegé van Henri in beeld; de chef-boekhouder Janus Marie Antoine van Drunnen, een belangrijk man bij C.I.H..
De oude familievilla Jolanda was afgesloten en er werd niet opengedaan. De Cock neemt zijn toevlucht tot het apparaat van Handige Henkie en verschaft de rechercheurs toegang. Ze vinden weduwe Van Wheere vermoord in haar bed. Er is een ruitje ingeslagen in het pand. Bovendien vindt De Cock ampullen insuline op de plaats delict. Zoon Jerome vertelt dat na het overlijden van zijn vader er geen testament was. Zijn moeder kreeg de leiding over de firma. Vaders wens dat Jonathan hem zou opvolgen werd zo niet ingelost. Jerome kreeg de feitelijke leiding. Moeder vond Jonathan een losbol. Aan het sterfbed van zijn vader zou hij hebben verklaard zijn familie te zullen gaan uitmoorden. Onder druk van Vledder laat De Cock tegen zijn zin een internationaal opsporingsbericht uitgaan naar de 32-jarige Jonathan van der Wheere. Vervolgens meldt zich een antiquair die het verdwenen medaillon van Juliette blijkt te hebben gekocht van ene Jonathan van Wheere, die zich met paspoort identificeerde. Voor Buitendam en Vledder is de zaak hiermee nu echt rond.
De Cock besluit druk te zetten en componeert een sappig artikel voor de pers inzake: 'een voortvluchtige familiewreker'. Hij krijgt daar wederom last mee met zijn chef Buitendam. Chef boekhouder Janus bekent intussen aan een verbijsterde De Cock dat hij Juliette ontmoette in het huis van haar broer Jonathan, in de Sint Jansstraat te Amsterdam. En Margootje van Stové beklaagt zich als zwangere vriendin van Jonathan over het krantenartikel. Maar ze is vooral bang omdat ze haar aanstaande man al vier weken kwijt is. En deze zwangere vrouw flapt er aan het eind nog ongevraagd uit dat André een zoon heeft van Juliette. De overijverige Ben Kreuger van de technische recherche heeft belastende vingerafdrukken gevonden van meneer Van Drunnen in de villa. En tot slot weet bij Smalle Lowietje Zwarte Gonny aan De Cock te melden dat Jonathan een gentleman was, maar desalniettemin een ton bood voor de dood van zijn moeder.
Boekhouder Janus bekent aan De Cock wat hij in de villa heeft uitgespookt. Mevrouw trof hij dood aan en hij heeft een oud document gezocht en gestolen. In het begin van zijn loopbaan betrapte zijn baas hem op boekhoudfraude en besloot hem vervolgens procuratiehouder te maken. Een getekende bekentenis bezegelde zijn gedwongen loyaliteit aan de firma. In Enkhuizen achtervolgt De Cock bij toeval Lucienne van Dammen, eveneens een oude vriendin van Jonathan. De vader van de verdwenen matroos beschuldigt de weduwe haar man te hebben vergiftigd. Terug in Amsterdam krijgen de rechercheurs van een poging tot moord te horen op de zoon van André Beerenburgh, André junior. Het zou gebeurd zijn in Vught met de lichtblauwe Opel van zijn vader. Na een pijlsnelle rit heen en weer naar Brabant stelt de Cock orde op zaken. De aanslag is vast bewust gepleegd door een auto, die erg veel op die van de vader moest lijken. Een importeur uit Utrecht vertelt die dag een spoedaflevering te hebben gedaan van een lichtblauwe Opel, aan ene Jonathan van Wheere. Chef Buitendam weigert echter nog steeds het televisieopsporingsbericht van Jonathan, tot droefenis van de Cock.
Margootje zet de rechercheurs op het spoor van een oude familievilla in Ermelo, aan de Horster-Zoomweg, haar toekomstige liefdesnestje met Jonathan na hun huwelijk. De Cock weet zich op zijn bekende wijze toegang te verschaffen. Na grondige inspectie geeft hij een verbijsterde Vledder opdracht twee spaden te kopen in een tuinwinkel. Ze gaan spitten in de tuin. Ze vinden het lijk van Jonathan, dat er volgens De Cock zo’n vier weken heeft gelegen. Dr. Rusteloos zal de volgende dag in Utrecht sectie verrichten. De opperwachtmeester van Ermelo zal pogen de zaak uit de pers te houden. In het gebouw van C.I.H. condoleert De Cock Jerome met de dood van zijn broer en arresteert hem vervolgens wegens hetzelfde feit.
De slotbespreking is wederom bij De Cock thuis. Rechercheurs Vledder en Van Dijk zijn aanwezig. De Cock legt uit dat de zorgvuldige moordenaar zelf geen sporen achterliet. Maar het verkochte medaillon en de gekochte Opel leidden wel heel simpel naar Jonathan. Maar de allereerste moord werd door de weduwe gepleegd. Zij verzorgde de morfine injecties tegen de pijn bij haar man en spoot daar insuline bij. Dit om Jerome aan het hoofd van de firma te kunnen plaatsen. Jonathan wilde zijn vader wreken, maar hij ging eerst in ondertrouw met de zwangere Margootje. In de familievilla te Ermelo, waar hij wilde gaan wonen, had hij een fatale afspraak met Jerome. Laatstgenoemde vermoordde vervolgens ook zijn zus in zijn zomerhuis te Bergen, waarna hij haar dumpte in een Amsterdamse steeg in de bontmantel van zijn vrouw. Na de moord op zijn moeder sloeg Jerome nog netjes een ruitje in, om de recherche te misleiden. Aan het slot meldt De Cock nog dat Jerome onder behandeling is geweest in Ermelo wegens schizofrenie.
Bij de herbegrafenis van Jonathan in Amsterdam staat De Cock met alleen Zwarte Gonny aan het graf. Jonathan had bij leven veel vrienden maar aan zijn graf staan slechts een smeris en een hoer.

## Voetnoot
1. ↑  Tussen de Oudezijds Voorburgwal en de Sint Jansstraat.
2. ↑  Chemische Industrie Holland.
3. ↑  In 2012 is daar gevestigd restaurant: “ La Cigale”
4. ↑  De Cock beschuldigt hem bewust ten onrechte van diefstal.
5. ↑  “Hij die door God is gegeven.”
6. ↑  Volgens De Cock wilde hij de bontmantel mee terug naar huis nemen, maar werd hij gestoord door Brammetje.